# Тим Уилкисън
Тим Уилкисън (на английски: Tim Wilkison) е американски тенисист. 

## Биография
Тим Уилкисън е роден на 23 ноември 1959 г. в Шелби, Северна Каролина.

## Кариера
Тим Уилкисън е номер 1 в ранглистата за юноши в САЩ, играе в тура повече от 25 години. Подготвя се е в училище Маккали в Чатануга, Тенеси преди да стане професионалист веднага след гимназията.
Най-добрият му резултат на сингъл от Големия шлем е на Открито първенство на САЩ през 1986 г., като достига до четвъртфинал, като побеждава Хорст Скоф, Пол Макнами, Яник Ноа и Андрей Чесноков, преди да загуби от Стефан Едберг в два сета. Уилкисън заявява, че предпочитаната настилка от него е клея.
Тим Уилкисън печели шест титли на сингъл и десет титли на двойки. Достига най-висока позиция в световната ранглистата на сингъл, до номер 23, през септември 1986 г. В кариерата си има победи над Артър Аш, Стан Смит, Роско Танер, Гилермо Вилас, Яник Ноа, Борис Бекер, Джим Къриър, Джон Макенроу, Андре Агаси и Пийт Сампрас.